# Darwins Berberitze
Darwins Berberitze (Berberis darwinii) ist eine Pflanzenart aus der Familie der Berberitzengewächse (Berberidaceae). Sie stammt aus Südamerika (Argentinien und Chile). Die Art wurde 1835 von Charles Darwin auf seiner Reise mit der Beagle entdeckt, 1844 von William Jackson Hooker in Icones Plantarum beschrieben und 1849 von William Lobb nach Europa eingeführt.

## Beschreibung

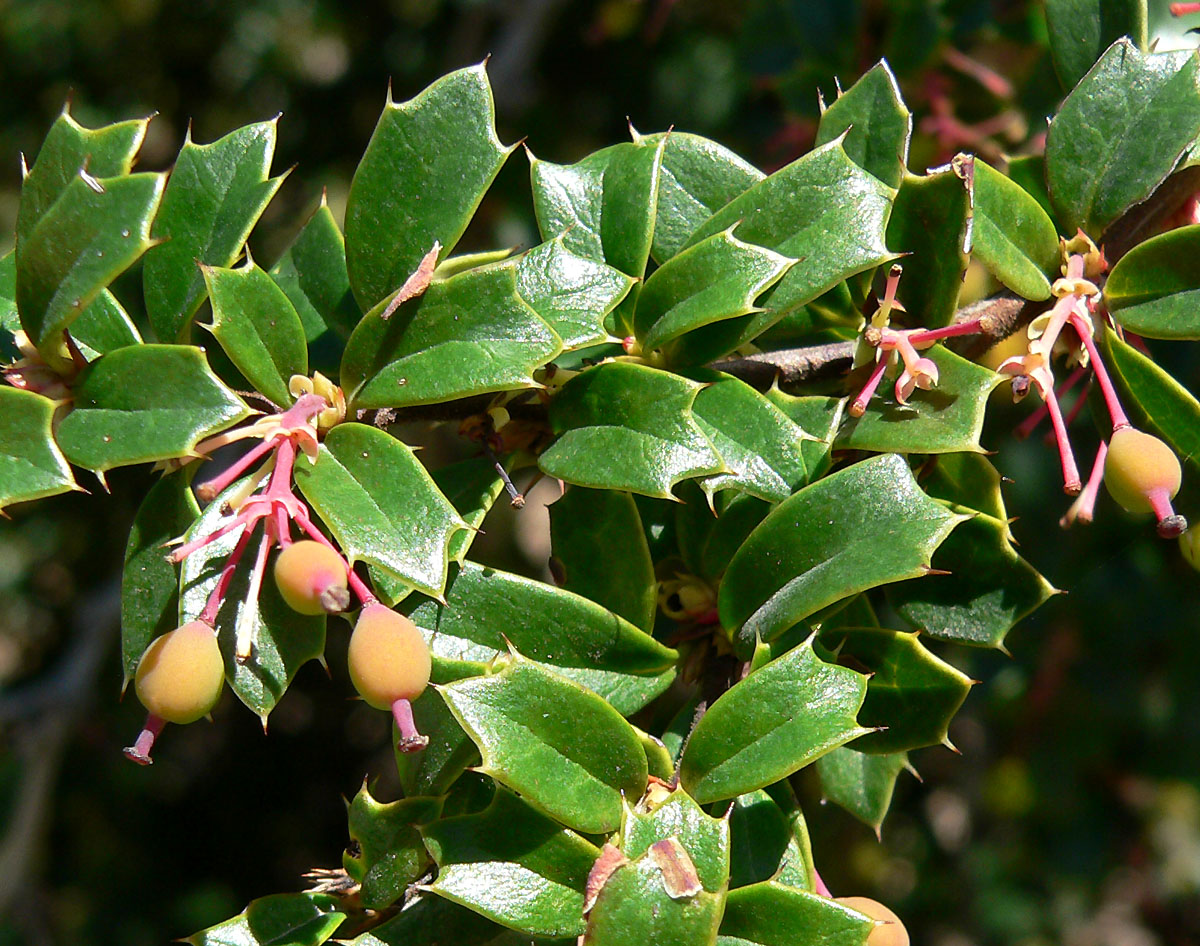
Blätter

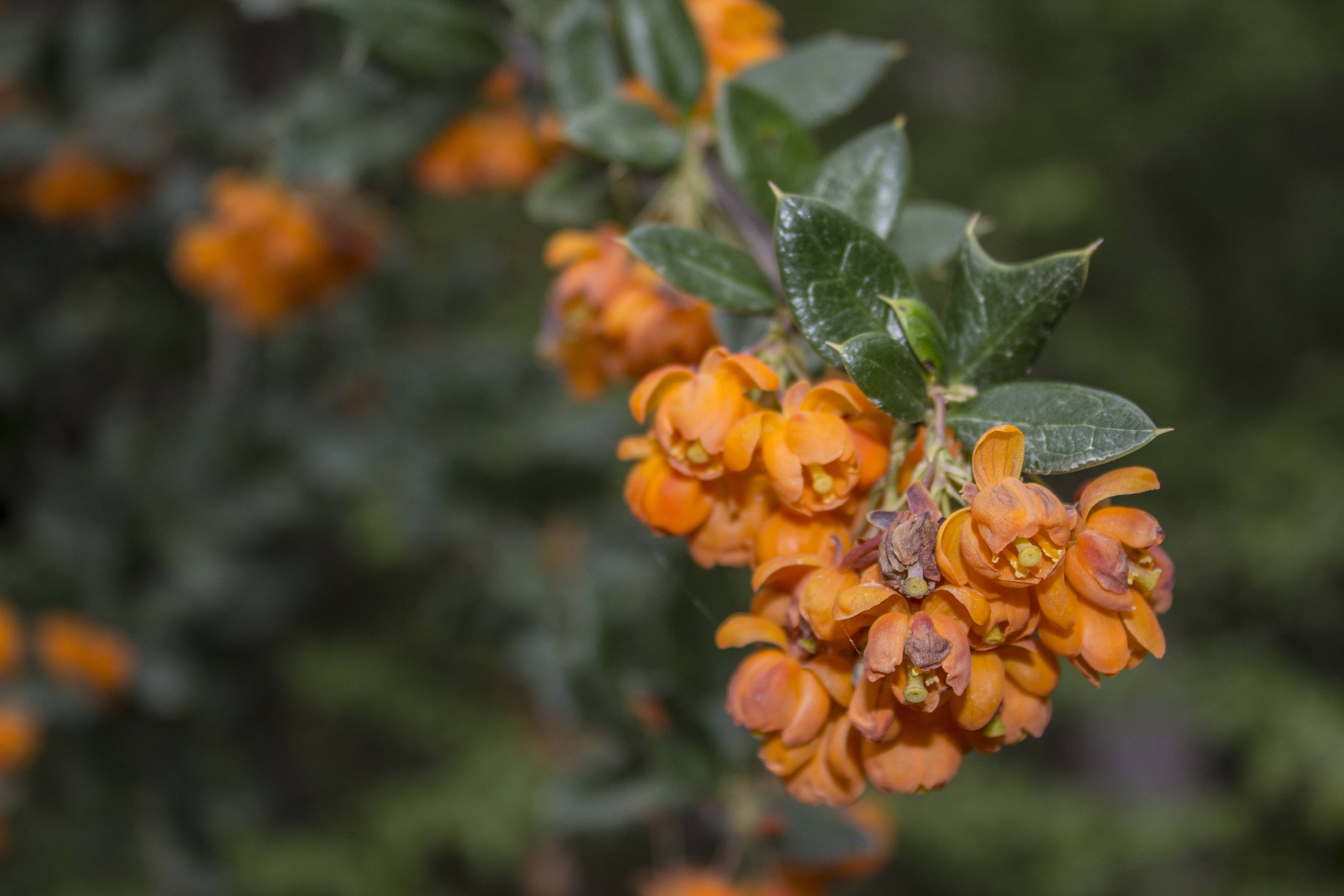
Blüten

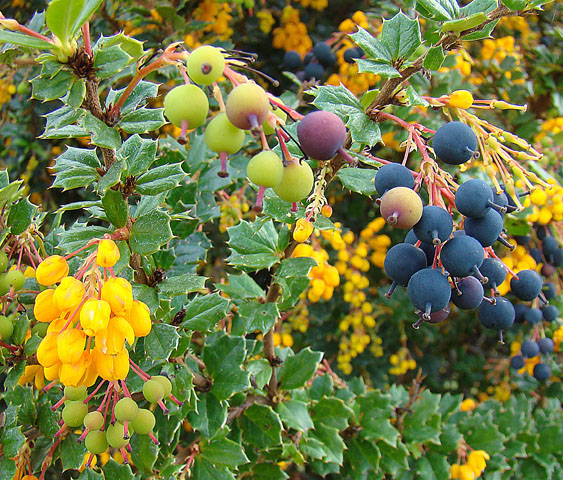
Früchte

Darwins Berberitze ist ein mittelgroßer, immergrüner Strauch, der Wuchshöhen von bis zu 2 Meter erreichen kann. Die Rinde junger Zweige und die Dornen sind rötlich braun und dicht mit rötlichen bis weißlichen Haaren bedeckt; die Rinde älterer Zweige ist meist unbehaart, grau und in der Länge gefurcht. Die behaarten Blattdornen sind handförmig fünf- bis siebenteilig, die einzelnen Dornspitzen zwischen 2 und 7 Millimetern lang.
Die wechselständigen, verkehrt-eiförmigen bis elliptischen, ledrigen, spitzen Laubblätter sind oberseits glänzend dunkelgrün, unterseits matt hellgrün, kahl, 1,4 bis 3 Zentimeter lang und 0,5 bis 1,4 Zentimeter breit und weisen am Rand auf beiden Seiten 1 bis 6 Stacheln auf. Das Blatt endet in einem etwa 1 Millimeter langen Stachel. Der Blattstiel ist bis 1 Millimeter lang und dick, die Nervatur deutlich.
Der kurze, hängende, traubige Blütenstand ist 2 bis 6 Zentimeter lang und setzt sich aus bis etwa 10 Blüten zusammen. Die Blütenstiele sind 5 bis 12 Millimeter lang. Die kleinen, zwittrigen Blüten sind gelb bis orange, außen rot überlaufen und 4,5 bis 7 Millimeter lang und weisen 10 bis 16 Blütenhüllblätter auf. Der Fruchtknoten ist oberständig mit kurzem Griffel und scheibenförmiger Narbe.
Die dunkelblaue, „bereifte“, kugelförmige Beere hat einen Durchmesser von 7 bis 8 Millimeter und endet in einem 1,5 bis 3 Millimeter langen, bleibenden Griffel. In einer Frucht finden sich drei bis sechs Samen, die 3 bis 4 Millimeter lang werden können.
Darwins Berberitze blüht in ihrer Heimat in zwei Schüben von September bis November und von Dezember bis März; sie fruchtet hauptsächlich von Dezember bis März.
Die Chromosomenzahl beträgt 2n = 28.

## Verbreitung
Diese Art ist im Südwesten Südamerikas heimisch. Das natürliche Verbreitungsgebiet der in Südamerika michai oder quelung genannten Pflanzenart reicht in Chile von Maule im Norden bis Aisén im Süden und liegt in Argentinien im Westen der Provinzen Río Negro und Neuquén.
Ursprünglich eine Pflanzenart gestörter Lebensräume ist die Art heute verbreitet auch an Straßenrändern anzutreffen.

## Verwechslungsmöglichkeiten
Berberis ilicifolia ist Darwins Berberitze sehr ähnlich, weist aber unbehaarte dreiteilige Dornen und dickere, größere Blätter auf.

## Verwendung als Zierpflanze
Diese Art und Züchtungen daraus werden als Zierstrauch in Gärten und Parks vor allem in Kalifornien, Neuseeland und England gepflanzt. In Mitteleuropa blüht die Art bereits ab dem Spätwinter.

## Hybriden
- Mit der Buchsblättrigen Berberitze (Berberis microphylla) bildet Darwins Berberitze die Hybride Berberis × antoniana Ahrendt. Diese ist ein kleiner, immergrüner Strauch mit wenig bedornten Zweigen. Die tiefgelben Blüten stehen einzeln an langen Stielen. Die Beeren sind dunkel purpurfarben. Sie wurde in Nordirland in der Baumschule Daisy Hill gezüchtet.
- Mit Berberis valdiviana bildet Darwins Berberitze die Hybride Berberis 'Goldilocks'. Die goldgelben Blüten stehen zahlreich in rotgestielten Büscheln. Die Sorte wurde 1978 in der Baumschule Hillier gezüchtet.
- Mit der Linearblättrigen Berberitze (Berberis trigona) bildet Darwins Berberitze die Naturhybride Lolog-Berberitze (Berberis × lologensis Sandwith).
- Mit der Krähenbeerblättrigen Berberitze (Berberis empetrifolia) bildet Darwins Berberitze die Hybride Schmalblättrige Berberitze (Berberis × stenophylla hort.).
- Es wurden auch Hybriden mit Berberis congestiflora beobachtet.

## Synonyme
Synonyme sind:
- Berberis costulata Gand.
- Berberis knightii (Lindl.) K.Koch
- Mahonia knightii Lindl.